# Lambang Sari I, II, III
Lambang Sari I, II, III is een bestuurslaag in het regentschap Indragiri Hulu van de provincie Riau, Indonesië. Lambang Sari I, II, III telt 905 inwoners (volkstelling 2010).